# Liste von Liedern des Roud Folk Song Index
Die Liste von Liedern des Roud Folk Song Index umfasst im Roud Folk Song Index eingetragene englischsprachige Volkslieder nach Nummer. Soweit verfügbar, sind auch die Child numbers und Laws numbers angegeben.

## Nummer 1 bis 100
1. „The Gypsy Laddie“ (Child 200)
2. „The Unfortunate Rake“ (Laws B1)
3. „Garners Gay“ („Rue“, „The Sprig of Thyme“)
4. „Lord Thomas and Fair Annet“ (Child 73)
5. „The Three Ravens“ (Child 26)
6. „Lamkin“ (Child 93)
7. „The Female Highwayman“ oder „Sovay“ (Laws N21)
8. „The Twa Sisters“ (Child 10)
9. „The Cruel Mother“ (Child 20)
10. „Lord Randal“ (Child 12)
11. „The Baffled Knight“ (Child 112)
12. „The Elfin Knight“ (Child 2) (auch „Scarborough Fair“)
13. „The Dowie Dens o Yarrow“ (Child 214)
14. „The Daemon Lover“ („The House Carpenter“) (Child 243)
15. „The Cruel Ship's Carpenter“ („The Gosport Tragedy“; „Pretty Polly“) (Laws P36A/B)
16. „Frog Went A-Courting“
17. „The Three Butchers“ („Dixon and Johnson“) (Laws L4)
18. „The Bramble Briar“ („The Merchant's Daughter“; „In Bruton Town“) (Laws M32)
19. „Honest Labourer“ („The Jolly Thresher“, „Poor Man, Poor Man“, „The Nobleman and the Thresher“)
20. „The Fause Knight Upon the Road“ (Child 3)
21. „Lady Isabel and the Elf Knight“ (Child 4)
22. „Gil Brenton“ (Child 5)
23. „Earl Brand“ (Child 7)
24. „Erlinton“ (Child 8)
25. „The Fair Flower of Northumberland“ (Child 9)
26. „The Cruel Brother“ (Child 11)
27. „Babylon“, oder „The Bonnie Banks o Fordie“ (Child 14)
28. „Hind Horn“ (Child 17)
29. „Sir Lionel“ (Child 18)
30. „Willie's Lyke-Wake“ (Child 25)
31. „A-Growing“ („He's Young But He's Daily A-Growing“) (Laws O35)
32. „Kempy Kay“ (Child 33)
33. „Hind Etin“ (Child 41)
34. „The Broomfield Hill“ (Child 43)
35. „Tam Lin“ (Child 39)
36. „Captain Wedderburn's Courtship“ (Child 46)
37. „Proud Lady Margaret“ (Child 47)
38. „The Twa Brothers“ (Child 49)
39. „The King's Dochter Lady Jean“ (Child 52)
40. „Young Beichan“ (Child 53)
41. „Sir Patrick Spens“ (Child 58)
42. „Fair Annie“ (Child 62)
43. „Child Waters“ (Child 63)
44. „Fair Janet“ (Child 64)
45. „Lady Maisry“ (Child 65)
46. „Lord Ingram and Chiel Wyet“ (Child 66)
47. „Young Hunting“ (Child 68)
48. „Lord Lovel“ (Child 75)
49. „The Lass of Roch Royal“ (Child 76)
50. „Sweet William's Ghost“ (Child 77)
51. „The Unquiet Grave“ (Child 78)
52. „Little Musgrave and Lady Barnard“ (Child 81)
53. „Child Maurice“ (Child 83)
54. „Bonny Barbara Allan“ (Child 84)
55. „Prince Robert“ (Child 87)
56. „Young Johnstone“ (Child 88)
57. „Fause Foodrage“ (Child 89)
58. „Jellon Grame“ (Child 90)
59. „Fair Mary of Wallington“ (Child 91)
60. „Brisk Young Sailor (Courted Me)“, „The Alehouse“, „Died For Love“ etc. (Laws P25)
61. „The Gay Goshawk“ (Child 96)
62. „Brown Robyn“ (Child 97)
63. „Johnie Scot“ (Child 99)
64. „Willie o Winsbury“ (Child 100)
65. „Willie o Douglas Dale“ (Child 101)
66. „Tom Potts“ (Child 109)
67. „The Knight and the Shepherd's Daughter“ (Child 110)
68. „The Twelve Days of Christmas“
69. „Johnie Cock“ (Child 114)
70. „A Gest of Robyn Hode“ (Child 117)
71. „Robin Hood Rescuing Three Squires“ (Child 140)
72. „Robin Hood and Queen Katherine“ (Child 145)
73. „Sir Hugh“, or, „The Jew's Daughter“ (Child 155)
74. „Queen Eleanor's Confession“ (Child 156)
75. „Gude Wallace“ (Child 157)
76. „Johnie Armstrong“ (Child 169)
77. „The Death of Queen Jane“ (Child 170)
78. „Six Dukes Went a-Fishing“
79. „Mary Hamilton“ (Child 173)
80. „Captain Car“, or, „Edom o Gordon“ (Child 178)
81. „The Laird o Logie“ (Child 182)
82. „Jock o the Side“ (Child 187)
83. „Archie o Cawfield“ (Child 188)
84. „Hughie Grame“ (Child 191)
85. „The Lochmaben Harper“ oder The Blind Harper (Child 192)
86. kein Datensatz
87. "Jamie Douglas"; "Waly Waly"; "The Water Is Wide"; "When Cockleshells Turn Silver Bells (Child 204)
88. „Lord Delamere“ (Child 207)
89. „Lord Derwentwater“ (Child 208)
90. „Geordie“ (Child 209)
91. „The Mother's Malison“, oder „Clyde's Water“ (Child 216)
92. „Broom of the Cowdenknowes“ (Child 217)
93. „Katharine Jaffray“ (Child 221)
94. „Lizie Lindsay“ (Child 226)
95. „Glasgow Peggy“ (Child 228)
96. „The Earl of Errol“ (Child 231)
97. „Richie Story“ (Child 232)
98. „Andrew Lammie“ (Child 233)
99. „The Earl of Aboyne“ (Child 235)
100. „Bonny Baby Livingston“ (Child 222)

## Nummer 101 bis 200
- 101. „Glenlogie“ oder „Bonnie Jean o' Bethelnie“ (Child 238)
- 102. „Lord Saltoun and Auchanachie“ (Child 239)
- 103. „The (Bonnie) Rantin' Laddie“ or „Lord Aboyne“ (Child 240)
- 104. „Henry Martin“ (Child 167 / Child 250)
- 105. „The Kitchie-Boy“, „Bonny Foot-Boy“ or „Earl Richard's Daughter“ (Child 252)
- 106. „Lord William“, „Lord Lundy“ oder „Sweet William“ (Child 254)
- 107. „Burd Isabel And (Earl/Sir) Patrick“ or „Burd Bell“ (Child 257)
- 108. „Broughty Wa's“ or „(Burd) Helen“ (Child 258)
- 109. „(Lord Thomas and) Lady Margaret“ or „Clerk Tamas (and Fair Annie)“ (Child 260)
- 110. „(John Thomson/The Trooper) and the Turk“ oder „Earl Richard's Wedding“ (Child 266)
- 111. „The Heir of Linne“ (Child 267)
- 112. „Lady Diamond (and the King's Daughter)“, „Lady Daisy“ or „Eliza's Bower“ (Child 269)
- 113. „The Lord of Lorn“ (Child 271)
- 114. „Four Nights Drunk“ (Child 274)
- 115. „Get Up and Bar the Door“, „John Blunt“ or „Old John Jones“ (Child 275)
- 116. „The Friar (in the Well/and the Maid/Well Fitted)“ (Child 276)
- 117. „The Wife Wrapt in Wether's Skin“, „The (Wee) Cooper of Fife“, „The Daughter of Peggy-O“, „Dan Doo“, etc. (Child 277)
- 118. „The (Jolly/Ragged/Dirty) Beggar“, „Davy Faa“, „Farmer and Tinker“, „Gaberlunyie Man“, etc. (Child 279)
- 119. „The Beggar-Laddie“, „The Beggar's (Dawtie/Prince)“, etc. (Child 280)
- 120. „The Keach i the Creel“ (Child 281)
- 121. Crafty Ploughboy, The Highwayman Outwitted
- 122. „Sweet Trinity“, „Golden Vanity“, „Bold Trellitee“, etc (Child 286)
- 123. (The) (Young) (Earl of) Essex('s Victory over the Emperor of Germany)", "Queen Elizabeth's Champion" or "Great Britain's Glory" (Child 288)
- 124. „The Mermaid“, „As I Sailed Out One Friday Night“ or „The Cabin Boy“ (Child 289)
- 125. „The Wylie Wife of the Hie Toun Hie“, „the Flowers of Edinburgh“ or „My Lady Ye Shall Be“ (Child 290)
- 126. „The Derby Ram“ or „As I was Going to Derby“
- 127. „The Leaves of Life“, „Under the Leaves“ oder „The Seven Virgins“
- 128. „The Herring Song“, „Bolliton Sands“ oder „The (Jolly) (Old/Red) Herring('s Head)“
- 129. „The Everlasting Circle“ or „Down in the Lowlands“
- 130. „Three Jolly Rogues“
- 131. „The Fox“
- 132. „The Beggars Daughter“ or „The Blind Beggar of Bethnal Green“ etc. (Laws N27)
- 133. „Green Grow The Rushes Oh“, „Come and I Will Sing You“ or „The Dilly Song“ etc.
- 134. „The Coasts of High Barbaree“ (Laws K33)
- 135. „Cold Blow And A Rainy Night“ oerr „The Laird o' Windywa's“ etc.
- 136. „King Orfeo“ (Child 19)
- 137. „Tam Pierce“ (Widdicombe Fair)
- 138. „The Dishonest Miller“ (Laws Q21)
- 139. „Joan's Ale Was New“
- 140. „The Bold Grenadier“, „The Nightingale Song“ oerr „One Morning In May“ etc. (Laws P14)
- 141. „Dog And Gun“ or „The Golden Glove“ (Laws N20)
- 142. „Charming Mary Neal“ (Laws M17)
- 143. „The Counting Song“, „One Man Went To Mow“ etc.
- 144. „The Maid Freed from the Gallows“ (Child 95)
- 145. „Glasgerion“ or „Glenkindie“ (Child 67)
- 146. „No John No“
- 147. „Clerk Corvill“, „(Giles/George) Collins“ oder „Lady Alice“ (Child 42 / Child 85)
- 148. „The Banks o' Sweet Dundee“ (Laws M25)
- 149. „The Crabfish“
- 150.  kein Datensatz
- 151. „The Lark In The Morning“, „The Ploughboy“
- 152. „Early Early In The Spring“, „The Trail To Mexico“ oder „The Sailor Deceived“ etc. (Laws M1)
- 153. „The Haymakers' Song“
- 154. „The False Bride“ or „The Week Before Easter“ etc.
- 155. „Mary Of The (Wild) Moor“ (Laws P21)
- 156. „The Betrayed Maiden“ oder „Betsy (The Waiting Maid)“ etc. (Laws M20)
- 157. „Banks of the Ohio“
- 158. „Billy Taylor“ or „(Bold) William Taylor“ (Laws N11)
- 159. The Soldier's Alphabet
- 160. „The Farmer's Curst Wife“ (Child 278)
- 161. „Riddles Wisely Expounded“, „Lay Bent To The Bonny Broom“, „The Devil’s Nine Questions“ etc. (Child 1)
- 162. „The Light Dragoon“, „The Trooper And The Maid“ etc. (Child 299)
- 163. „The Jolly Ploughboy“, „The Scarlet And The Blue“ etc.
- 164. „John Barleycorn“
- 165. „Adieu My Lovely Nancy“, „The Sailor's Farewell“, „Swansea Town“ etc.
- 166. „Polly Vaughn“ (Laws O36)
- 167. "The Brisk Young Butcher", The Leicester Chambermaid", "Aikey Fair" etc.
- 168. „The Fair Lass Of Islington“
- 169. „The Seasons Of The Year“
- 170. „Once I Had A Sweetheart“
- 171. „Young Ramble Away“ or „Brimbledown Fair“
- 172. „Bonnie Annie“ or „The Banks Of Green Willow“ (Child 24)
- 173. „Strawberry Fair“
- 174. „The Cobbler And The Butcher“ or „The Cunning Cobbler Done Over“
- 175. „Cruel Was My Father“ etc. (Laws P20)
- 176. „The Little Dun Mare“
- 177. kein Datensatz
- 178. „The Gentleman Soldier“, „The Sentry“ etc.
- 179. „The Grey Cock“, „Saw You My Father?“, „The Cock Is Crowing“ etc. (Child 248)
- 180. „The Brown Girl“ (Child 295)
- 181. „The Maid on The Shore“, „The Mermaid“ oder „The Sea Captain“ (Laws K27)
- 182. „Edwin“, „Young Edwin in the Lowlands Low“ (see Edwin)
- 183. „Marrowbones“, „There Was An Old Woman“ etc. (Laws Q2)
- 184. „Johnny Sands“ (Laws Q3)
- 185. „The Drowned (Lover/Sailor)“, „In London Fair City“, „Scarborough Banks“ etc. (Laws K18)
- 186. „The (Pretty/Jolly/Simple) Ploughboy“ (Laws M24)
- 187. „Jemmy And Nancy“, „The Yarmouth Tragedy“ etc. (Laws M38)
- 188. „The Councillor's Daughter“, „The Crafty Lover“, „The Lawyer Outwitted“ etc. (Laws N26)
- 189. „The Lake Of Coulfin“, „Willy Leonard“ etc. (Laws Q33)
- 190. „Bold Reynolds“
- 191. „The White Cockade“, „Sad Recruit“ etc.
- 192. „Sir Andrew Barton“, „Elder Bordee“ oder „Henry Martyn“ (Child 167 / Child 250)
- 193. „Sweet Lemminy“
- 194. No record
- 195. „Sir Arthur And Sweet Mollee“ etc. (Laws O14)
- 196. „The Wife of Usher's Well“, „The Lady Gay“, „Three Little Babes“ etc. (Child 79)
- 197. „The Great Silkie of Sule Skerry“ (Child 113)
- 198. „Willie and Lady Maisry“ (Child 70)
- 199. „The Famous Flower of Serving-Men“ (Child 106)
- 200. „Edward“, „How Come That Blood on Your Shirt Sleeve“ etc. (Child 13)

## Nummer 201 bis 999
- 201. „The False Lover Won Back“ (Child 218)
- 202. „The Jolly Ploughboy“
- 203. „O Good Ale Thou Art My Darling“
- 204. „Maa Bonny Lad“
- 205. „The Bonny Hind“ (Child 50)
- 206. „Rare Willie Drowned in Yarrow“ (Child 215)
- 207. Santianna or „Santy Anna“ oder „The plains of Mexico“
- 208. „Poor Paddy Works on the Railway“
- 209. „Gower Wassail“
- 210. „Maids Never Wed an Old Man“
- 211. „Wa'ney Island Cockfight“, „The Bonny Grey“
- 214. „Famed Waterloo“ (Laws 38)
- 215. „Maria Martin“
- 216. „Stormalong“
- 217. „When Bucks A-Hunting Go“,
- 218. „Oxford/Worcester City“
- 219. „Thomas the Rhymer“ (Child 37)
- 220. „Willie's Lady“ (Child 6)
- 221. „Van Dieman's Land“, „Young Henry the Poacher“
- 222. „Thorneymoor Woods“
- 223. „The Lied of Chevy Chase“ („The Hunting of Cheviot“) (Child 162)
- 224. „Captain Ward and the Rainbow“ (Child 287)
- 226. „The Female Drummer“
- 227. „Admiral Benbow“
- 228. „The Widow of Westmoreland's Daughter“
- 229. „Little Gypsy Girl“
- 230. „We Wish You a Merry Christmas“, „Open the Door“ etc.
- 231. „The Cabin Boy“, „I am a Maid that's Deep in Love“ (Laws 231)
- 232. „The Game Of Cards“ oder „Game of All Fours“
- 233. „The Duke of Marlborough“
- 234. „Lizie Wan“ (Child 51)
- 235. „A You a Hinny Bird“
- 236. „The Cutty Wren“
- 237. „Bessy Bell and Mary Gray“ (Child 201)
- 238. „The Happy Couple“  (Laws N15)
- 242. „Young Allan“ (Child 245)
- 243. „Redesdale and Wise William“ (Child 246)
- 244. „Willie's Fatal Visit“ (Child 255)
- 245. „Alison and Willie“ (Child 256)
- 246. „The Suffolk Miracle“ (Child 272)
- 247. „The Laird o Drum“ (Child 236)
- 248. „King Edward the Fourth and a Tanner of Tamworth“ (Child 273)
- 249. „John Dory“ (Child 284)
- 250. „John of Hazelgreen“ (Child 293)
- 251. „King Henry Fifth's Conquest of France“ (Child 164)
- 252. „Four Drunken Maidens“
- 253. "Fair Margaret and Sweet William (Child 74)
- 254. „Frankie and Johnny“
- 255. "Engine 145", "The FFV"," "George Alley" etc. (Laws G3)
- 256. „The Jam at Gerry's Rock“ (Laws C1)
- 257. „The State of Arkansas“
- 258. „The Soldiers's Poor Little Boy“ (Laws Q28)
- 259. „Jack o'Diamonds“
- 260. „Fair Charlotte“ (Laws G17)
- 261. „The Boston Burglar“ (Laws L16)
- 262. „The Girl I Left Behind“ (Laws P1)
- 263. „The Cruel Miller“ (Laws P35)[1]
- 264. „John(ny) Riley“, „The Broken Token“ or „A Fair Young Maid All in Her Garden“ (Laws N42)
- 265. „The Dark Eyed Sailor“ (Laws N35)
- 266. „Banks of Claudy“, „Claudy Banks“, „Cloddy Banks“ (Laws N40)
- 268. „Jack Monroe“
- 269. „Bell Bottom Trousers“ (Rosemary Lane)
- 270. „John Riley“ (Laws M8)
- 271. „Vilikens and Dinah“ Laws (M31)
- 272. „The Rebel Soldier“
- 273. „The Sailor Boy“ (Laws K12)
- 274. „The Sailor's Bride“ (Laws K10)
- 275. „The Lass of Mohee“ (Laws H8)
- 276. „The Green Bed“ (Laws K36)
- 277. „Seventeen Come Sunday“
- 278. „The Seven Joys of Mary“
- 279. „Green Grows the Laurel“
- 280. „Erin's Green Shore“ (Laws Q27)
- 281. „Father Grumble“ (Laws Q1)
- 282. „Grandma's Advice“
- 283. „Three Jolly Huntsmen“
- 284. „Shepherds Are the Best of Men“
- 285. „Old Polina“
- 286. „To the Begging I Will Go“
- 287. „Old Christmas Day“
- 288. „Babes in the Wood“ (Laws Q34)
- 289. „The Box Upon Her Head“ (Laws L3)
- 290. „Three Maidens A-Milking Did Go“
- 291. '„Pat Molloy“ (Laws Q24)
- 292. „The Bold Fisherman“ (Laws O24)
- 293. „My Bonny Boy“
- 294. „Brian O Linn“
- 296. „The Spanish Fight“
- 297. „Cupid's Garden“
- 298. „Dabbling in the Dew“
- 299. „The Lincolnshire Poacher“
- 300. „Adieu to your Judges and Juries“
- 302. „King John and the Bishop“ (Child 45)
- 303. „The Twa Knights“ (Child 268)
- 306. „The Carnal and the Crane“ (Child 55)
- 309. „Canada-I-O“
- 311. „The Bold Trooper“, „The Old Drover“, „The Game Cock“
- 317. „Rio Grande“
- 319. „Sacramento“
- 321. „The Bold Dragon“ (Laws M27)
- 322. „Drunken Sailor“
- 324. „Oh Shenandoah“
- 325. „South Australia“
- 329. „Hares on the Mountains“
- 332. „Robin Hood and the Tanner“ (Child 126)
- 333. „The Bold Pedlar and Robin Hood“ (Child 132)
- 334. „The Bonny Earl of Murray“ (Child 181)
- 335. „The Death of Parcy Reed“ (Child 193)
- 336. „The Fire of Frendraught“ (Child 196)
- 337. „Bothwell Bridge“ (Child 206)
- 338. „Bonnie James Campbell“ (Child 210)
- 339. „The Gardener“ (Child 219)
- 340. „Rob Roy“ (Child 225)
- 341. „Bonny Lizie Baillie“ (Child 227)
- 342. „The Duke of Gordon's Daughter“ (Child 237)
- 343. „The Baron o Leys“ (Child 241)
- 347. „Greenland Whale Fishery“
- 356. „The Birds in the Spring“
- 362. „The Old Man From Over The Sea“
- 367. „Sweet Polly Oliver“
- 369. „Sam Hall“ (Laws L5)
- 383. „The Broken-Down Gentleman“
- 384. „Farewell to Nova Scotia“
- 390. „Old Dan Tucker“
- 397. „Reynardine“
- 409. „Butcher Boy“
- 414. „On Top of Old Smoky“
- 431. „Rattlesnake Mountain“
- 444. „Charles Guiteau“
- 447. „Omie Wise“
- 451. „Come All You Fair and Tender Ladies“
- 452. „The Bitter Withy“
- 453. „The Cherry-Tree Carol“ (Child 54)
- 456. „Skewball“
- 475. „All For Me Grog“
- 477. „Dives and Lazarus“ (Child 56)
- 479. „Sir Cawline“ (Child 61)
- 482. „Brown Adam“ (Child 98)
- 483. „The Bailiff's Daughter of Islington“ (Child 105)
- 487. „Lady Franklin's Lament“/„Lord Franklin“ (Laws K9)
- 490. „The Newry Highwayman“ („Adieu, Adieu“, „The Rambling Boy“)
- 494. „Cock Robin“
- 498. „The Roving Gambler“
- 502. „London Bridge is Falling Down“
- 503. „Miller of Dee“
- 528. „The Bold Princess Royal“ (Laws K29)
- 533. „Whiskey in the Jar“
- 541. „The Braes o' Balquither“ (Inspiration für „Wild Mountain Thyme“/„Will You Go Lassie, Go“)
- 545. „The Bonnie Lass o' Fyvie“ („Peggy-O“)
- 553. „Caroline and her Sailor Bold“ (Laws N17)
- 558. „Foggy Dew“ (Laws O3)
- 564. „Blackwater Side“
- 567. „All Around My Hat“ (Laws P31)
- 573. „The Silver Pin“
- 592. „Lovely Joan“
- 605. „Maid in Bedlam“
- 634. „The Hills of Mexico“ (On the Trail of the Buffalo)
- 652. „Haul on the Bowline“
- 664. "The Bonny Bunch of Roses (Laws J5)
- 672. „One Night As I Lay On My Bed“
- 687. „Spanish Ladies“
- 702. „The Moon Shines Bright“
- 711. „Silver Dagger“
- 738. „Buffalo Gals“
- 739. „Sally Goodin“
- 742. „The Grand Old Duke of York“
- 745. „Old McDonald Had a Farm“
- 751. „The Old Gray Mare“
- 753. Bob Ridley
- 754. „Sourwood Mountain“
- 756. „Red River Valley“
- 757. „Wildwood Flower“
- 774. „The Titanic“
- 777. „Wreck of the Old 97“
- 780. „Little Sadie“
- 794. „The Bonnie House of Airlie“ (Child 199)
- 795. „The Boyne Water“
- 802. „Tinker, Tailor“
- 809. „Haul Away Joe“
- 812. „Rosebud In June“
- 813. „Fire Down Below“
- 816. „The Blacksmith“
- 821. „What Are Little Boys Made Of?“
- 827. „Git Along, Little Dogies“
- 833. „The Mower“
- 836. „Cindy“
- 849. „Bewick and Graham“ (Child 211)
- 866. „The Overgate“
- 876. „Hard, Hard Times“
- 877. „Six Jolly Miners“
- 880. „Fathom the Bowl“
- 897. „The Folkestone Murder“
- 929. „The Holy Ground“
- 933. „Robin Hood and the Ranger“ (Child 131)
- 938. „The Real Old Mountain Dew“
- 942. „Cotton-Eyed Joe“
- 944. „The Barley Mow“
- 948. „Sheep-Crook and Black Dog“
- 950. „The Banks of the Nile“ (Laws N9)
- 957. „Lily of the West“
- 971. „The Stonecutter Boy“
- 975. „I'm a Man You Don't Meet Every Day“
- 977. „Willie the Weeper“
- 983. „Glen of Aherlow“ (Patrick Sheehan)

## Nummer 1000 bis 8999
- 1009. „Finnegan's Wake“
- 1040. „Green Bushes“ (Laws P2)
- 1044. "Nottamun Town
- 1046. „Holmfirth Anthem“ / „Pratty Flowers“
- 1083. „Brigg Fair“
- 1088. „The Jolly Waggoner“
- 1115. „Spencer the Rover“
- 1164. „Old King Cole“
- 1173. „The Wild Rover“
- 1192. „Rosin the Bow“ / Old Rosin the Beau
- 1246. „The Lass of Richmond Hill“
- 1274. „Blue Tail Fly“
- 1322. „Robin Hood and Little John“ (Child 125)
- 1346. „Hail Smiling Morn“
- 1350. „The Twa Magicians“ (Child 44)
- 1359. „Bobby Shafto“
- 1378. „A Virgin Most Pure“
- 1380. „Oats Peas Beans and Barley Grow“
- 1422. „My Bonnie Lies over the Ocean“
- 1434. „Master Kilby“
- 1460. „Four Loom Weaver“
- 1506, 5407. „Cuckoo's Nest“
- 1528. „The Butcher and the Tailor's Wife“
- 1621. „Robin Hood and the Curtal Friar“ (Child 123)
- 1715. „Hopping Down In Kent“
- 1757. „Maggie May“
- 1759. „Rufford Park Poachers“
- 1778. „Ten Thousand Miles Away“
- 1790. „Robin Hood's Progress to Nottingham“ (Child 139)
- 1828. „Lukey's Boat“ (Loakie's boat)
- 2005. „Rolling Down to Old Maui“
- 2012. „Blow Ye Winds“
- 2133. „The Doffin Mistress“
- 2146. „The Black Velvet Band“
- 2274. „Sir James the Rose“ (Child 213)
- 2300. „The Road to Dundee“
- 2315. „Johnny Cope“
- 2335. „The Maid and the Palmer“ (Child 21)
- 2337. „Lambton Worm“
- 2338. „Robin Hood and the Bishop of Hereford“ (Child 144)
- 2355. „Arthur McBride“
- 2571. „Aiken Drum“ (Hogg 89)
- 2583. „Eppie Morrie“ (Child 223)
- 2619. „Blow the Wind Southerly“
- 2624. „Blow the Man Down“
- 2640. „The Crafty Farmer“ (Child 283)
- 2649. „I’ll Tell Me Ma“
- 2659. „Hard Times Come Again No More“
- 2737. „The Galway Shawl“
- 2742. „The Moorlough Shore“
- 2768. „Rock-a-bye Baby“
- 2796. „Southern Cross“
- 2860. „Young Waters“ (Child 94)
- 2861. „The Battle of Harlaw“ (Child 163)
- 2862. „Flodden Field“ (Child 168)
- 2865. „The Wee Wee Man“ (Child 38)
- 2994. „The Wind That Shakes the Barley“
- 3004. „The Parting Glass“
- 3012. „Rocky Road to Dublin“
- 3038. „Lillibullero“
- 3100. „Lang Johnny More“ (Child 251)
- 3103. „Black Is the Color (of My True Love's Hair)“
- 3119. „Deep Blue Sea“
- 3137. „Johnny I Hardly Knew Ye“
- 3212. „Allison Gross“ (Child 35)
- 3234. „Sweet Betsy from Pike“
- 3247  „The Lied of Casey Jones“
- 3278. „The Wearing of the Green“
- 3293. „The Battle of Otterburn“ (Child 161)
- 3296. „The Outlaw Murray“ (Child 305)
- 3297. ""Adam Bell", "Clim of the Clough" or "William of Cloudesly" (Child 116)
- 3298. „Robin Hood and Allen A Dale“ (Child 138)
- 3299. „Robin Hood's Death“ (Child 120)
- 3301. „Leesome Brand“ (Child 15)
- 3322. „The Bent Sae Brown“ (Child 71)
- 3335. „Rose Red and the White Lily“ (Child 103)
- 3336. „Prince Heathen“ (Child 104)
- 3339. „Poor Wayfaring Stranger“
- 3364. „Jamis Telfer of the Fair Dodhead“ (Child 190)
- 3391. „Robin Hood and the Beggar, I“ (Child 133)
- 3392. „Robin Hood and the Beggar, II“ (Child 134)
- 3393. „The Duke of Athole's Nurse“ (Child 212)
- 3396. „East Virginia“
- 3413. „Cumberland Gap“
- 3426. „Black-Eyed Susie“
- 3429. „Ida Red“
- 3433. „Skip to My Lou“
- 3434. „Cripple Creek“
- 3464. „Cock a Doodle Doo“
- 3483. „Lavender Blue“
- 3511. „Blaydon Races“
- 3550. „This Old Man“
- 3599. „Home on the Range“
- 3604. „The Dreary Black Hills“
- 3722. „The Whummil Bore“ (Child 27)
- 3723. „The Queen of Elfan's Nourice“ (Child 40)
- 3753. „Three Blind Mice“
- 3756. „The Arkansas Traveler“
- 3767. „Puttin' On the Style“
- 3801. „Caledonia“
- 3855. „Clerk Saunders“ (Child 69)
- 3856. „Jock the Leg and the Merry Merchant“ (Child 282)
- 3875. „Young Peggy“ (Child 298)
- 3876. „The Laird of Wairston“ (Child 194)
- 3878. „The Queen of Scotland“ (Child 301)
- 3879. „The Earl of Mar's Daughter“ (Child 270)
- 3880. „Earl Crawford“ (Child 229)
- 3881. „Charlie MacPherson“ (Child 234)
- 3882. „Brown Robyn's Confession“ (Child 57)
- 3883. „Child Owlet“ (Child 291)
- 3884. „Lady Isabel“ (Child 261)
- 3885. „Bonny Bee Hom“ (Child 92)
- 3886. „The Holy Nunnery“ (Child 303)
- 3887. „The New-Slain Knight“ (Child 263)
- 3888. „The White Fisher“ (Child 264)
- 3889. „The Knight's Ghost“ (Child 265)
- 3890. „Thomas o Yonderdale“ (Child 253)
- 3902. „The Clerk's Twa Sons O Owsenford“ (Child 72)
- 3904. „Blancheflour and Jollyflorice“ (Child 300)
- 3908. „Bonny John Seton“ (Child 198)
- 3909. „Lord Livingstone“ (Child 262)
- 3910. „Willie and the Earl Richard's Daughter“ (Child 102)
- 3911. „Young Benjie“ (Child 86)
- 3912. „Kemp Owyne“ (Child 34)
- 3914. „Young Ronald“ (Child 304)
- 3915. „Auld Matrons“ (Child 249)
- 3918. „James Grant“ (Child 197)
- 3925. „Walter Lesly“ (Child 296)
- 3928. „Dugall Quin“ (Child 294)
- 3931. „The Bonny Lass of Anglesey“ (Child 220)
- 3935. „Young Bearwell“ (Child 302)
- 3955. „Robin Hood and the Bishop“ (Child 143)
- 3956. „Robin Hood and the Newly Revived“ (Child 128)
- 3957. „Robin Hood Rescuing Will Stutly“ (Child 141)
- 3958. „The Noble Fisherman“ oder „Robin Hood's Preferment“ (Child 148)
- 3959. „The West Country Damosel's Complaint“ (Child 292)
- 3960. „Sheath and Knife“ (Child 16)
- 3961. „The Boy and the Mantle“ (Child 29)
- 3962. „Burd Ellen and Young Tamlane“ (Child 28)
- 3963. „St. Stephen and Herod“ (Child 22)
- 3964. "Judas (Child 23)
- 3965. „King Arthur and King Cornwall“ (Child 30)
- 3966. „The Marriage of Sir Gawain“ (Child 31)
- 3967. „King Henry“ (Child 32)
- 3968. „The Laily Worm and the Machrel of the Sea“ (Child 36)
- 3969. „Sir Aldingar“ (Child 59)
- 3970. „King Estmere“ (Child 60)
- 3971. „Old Robin of Portingale“ (Child 80)
- 3972. „The Bonny Birdy“ (Child 82)
- 3973. „Will Stewart and John“ (Child 107)
- 3974. „Christopher White“ (Child 108)
- 3975. „Crow and Pie“ (Child 111)
- 3976. „Robyn and Gandeleyn“ (Child 115)
- 3977. „Robin Hood and Guy of Gisborne“ (Child 118)
- 3978. „Robin Hood and the Monk“ (Child 119)
- 3979. „Robin Hood and the Potter“ (Child 121)
- 3980. „Robin Hood and the Butcher“ (Child 122)
- 3981. „The Jolly Pinder of Wakefield“ (Child 124)
- 3982. „Robin Hood and the Tinker“ (Child 127)
- 3983. „Robin Hood and the Prince of Aragon“ (Child 129)
- 3984. „Robin Hood and the Scotchman“ (Child 130)
- 3985. „Robin Hood and the Shepherd“ (Child 135)
- 3986. „Robin Hood's Delight“ (Child 136)
- 3987. „Robin Hood and the Pedlars“ (Child 137)
- 3988. „Little John A Begging“ (Child 142)
- 3989. „Robin Hood's Chase“ (Child 146)
- 3990. „Robin Hood's Golden Prize“ (Child 147)
- 3991. „Robin Hood's Birth, Breeding, Valor and Marriage“ (Child 149)
- 3992. „Robin Hood and Maid Marian“ (Child 150)
- 3993. „The King's Disguise, and Friendship with Robin Hood“ (Child 151)
- 3994. „Robin Hood and the Golden Arrow“ (Child 152)
- 3995. „Robin Hood and the Valiant Knight“ (Child 153)
- 3996. „A True Tale of Robin Hood“ (Child 154)
- 3997. „Hugh Spencer's Feats in France“ (Child 158)
- 3998. „Durham Ford“ (Child 159)
- 3999. „The Knight of Liddesdale“ (Child 160)
- 4000. „Sir John Butler“ (Child 165)
- 4001. „The Rose of England“ (Child 166)
- 4002. „Thomas Cromwell“ (Child 171)
- 4003. „Musselburgh Field“ (Child 172)
- 4004. „Earl Bothwell“ (Child 174)
- 4005. „The Rising of the North“ (Child 175)
- 4006. „Northumberland Betrayed By Douglas“ (Child 176)
- 4007. „The Earl of Westmoreland“ (Child 177)
- 4008. „Rookhope Ryde“ (Child 179)
- 4009. „King James and Brown“ (Child 180)
- 4010. „Willie MacIntosh“ (Child 183)
- 4011. „The Lads of Wamphray“ (Child 184)
- 4012. „Dick o the Cow“ (Child 185)
- 4013. „Kinmont Willie“ (Child 186)
- 4014. „Hobie Noble“ (Child 189)
- 4015. „Lord Maxwell's Last Goodnight“ (Child 195)
- 4016. „The Battle of Philiphaugh“ (Child 202)
- 4017. „The Baron of Brackley“ (Child 203)
- 4018. „Loudon Hill“ (Child 205)
- 4019. „The Lady of Arngosk“ (Child 224)
- 4020. „The Slaughter of the Laird of Mellerstain“ (Child 230)
- 4021. „The Coble o Cargill“ (Child 242)
- 4022. „James Hatley“ (Child 244)
- 4023. „Lady Elspat“ (Child 247)
- 4024. „Lord Thomas Stuart“ (Child 259)
- 4025. „Earl Rothes“ (Child 297)
- 4177. "Duncan and Brady
- 4192. „Tom Dooley“
- 4204. „She’ll Be Coming ’Round the Mountain“
- 4209. „Shortnin' Bread“
- 4211. *Bile Them Cabbage Down"
- 4221. „Cod Liver Oil“
- 4247. „Turkey in the Straw“
- 4299. „Take This Hammer“
- 4321. „Abdul Abulbul Amir“
- 4427. „Feller from Fortune“
- 4439. „Baa, Baa, Black Sheep“
- 4456. „Shady Grove“
- 4501. „Yankee Doodle“
- 4541. „Jack Was Every Inch a Sailor“
- 4542. „The Badger Drive“
- 4556. „Uncle Sam's Farm“
- 4704. „Barnacle Bill“
- 4746. „Old Settler's Song“
- 4753. „Worried Man Blues“
- 4766. „Rolling Home“
- 4790. „Cocaine Bill“ or „Cocaine Bill and Morphine Sue“
- 4796. „The Sash“ („The Hat My Father Wore“)
- 4801. „Star of the County Down“
- 4826. „There Was a Crooked Man“
- 4828. The Ball of Kirriemuir
- 4833. „Johnston's Motor Car“
- 4836. „Good Ship Venus“
- 4837. „I Used to Work in Chicago“
- 4957. „I Wish I Was a Mole In the Ground“
- 4998. „The Vicar of Bray“
- 5234. „Banna Strand“
- 5249. „Pop Goes the Weasel“
- 5439. „Wade in the Water“
- 5470. „The Frozen Logger“
- 5517. „Ye Jacobites By Name“ (Hogg 34)
- 5701. „I Know Where I'm Going“
- 5723. „Darlin' Cory“
- 6287. „Kate Dalrymple“
- 6294. „Auld Lang Syne“
- 6306. „The Farmer in the Dell“
- 6364  „Midnight Special“
- 6487. „Little Bo Peep“
- 6489. „Hickory Dickory Dock“
- 6562. „Annan Water“ (Child 215 App.)
- 6695. „The Colorado Trail“
- 6696. „Big Rock Candy Mountain“
- 6702. „This Train“
- 6711. „Long John“
- 6739. „The George Aloe and the Sweepstake“ (Child 285)
- 6740. „Young Andrew“ (Child 48)
- 7046. „Danville Girl“
- 7052. „Charming Betsy“
- 7480. „Columbus Stockade Blues“
- 7501. „He's Got the Whole World in His Hands“
- 7622. „Mary Had a Little Lamb“
- 7666. „Twinkle, Twinkle Little Star“
- 7686. „My Home's Across the Blue Ridge Mountains“
- 7734. „A Wise Old Owl“
- 7899. „Polly Put the Kettle On“
- 7922. „The Muffin Man“
- 7925. „Ring a Ring O'Roses“
- 7992. „Hallelujah, I'm a Bum“
- 8136. „Éamonn an Chnoic (Ned of the Hill)“
- 8187. „Braes o' Killiecrankie“
- 8194. „Lyke-Wake Dirge“
- 8231. „Dixie“
- 8234. „Across the Western Ocean“
- 8368. „Lydia Pinkham“ oder „The Lied of Lydia Pinkham“ or „Lily the Pink“
- 8460. „Over the Hills and Far Away (traditional)“

## Nummern 9000 bis 9999
- 9266. „Down by the Glenside (The Bold Fenian Men)“
- 9397. „How Stands the Glass Around“
- 9595. „On the Banks of the Wabash, Far Away“
- 9634. „The Rising of the Moon“
- 9435. „Leaving of Liverpool“
- 9598. „The Bonnie Banks o' Loch Lomond“
- 9618. „Hanging on the Old Barbed Wire“
- 9753. „Mursheen Durkin“
- 9833. „The Great American Bum“

## Nummern ab 10.000
- 10017. „I'm Alabama Bound“
- 10030. „Corrine, Corrina“ oder „Alberta“
- 10052. „Rock About My Saro Jane“
- 10055. „Shorty George“ (He Was a Friend of Mine)
- 10056. „See See Rider“
- 10062. „Take a Whiff On Me“
- 10072. „Sometimes I Feel Like a Motherless Child“
- 10075. „Gospel Plow“
- 10124. „Eskimo Nell“
- 10259. „Do Your Balls Hang Low?“
- 10266. „Jack and Jill“
- 10493. „Hitler Has Only Got One Ball“
- 10499. „D-Day Dodgers“
- 10531. „Glorious“ (Drunk Last Night)
- 11284. „One, Two, Buckle My Shoe“
- 11586. „Itsy Bitsy Spider“
- 11659. „Ain't It a Shame“
- 11661. „Salty Dog“
- 11667. „Backwater Blues“
- 11668. „Black Betty“
- 11681. „Goodnight, Irene“
- 11684. „Grey Goose“
- 11687. „Good Morning Blues“
- 11733. „Hand Me Down My Walking Cane“
- 11735. „Foggy Mountain Top“
- 11765. „Hesitation Blues“
- 11768. „Camptown Races“
- 11886. „Down by the Riverside“ („Ain't Gonna Study War No More“)
- 11924. „Come By Here“ („Kumbaya“)
- 11975. „Michael Row the Boat Ashore“
- 12708. „The Rambling Gambler“
- 12153. „Jordan Is a Hard Road to Travel“
- 12598. „The Monkeys Have No Tails in Zamboanga“
- 12675. „The Saucy Arethusa“
- 12682. „Early One Morning“
- 12983. „Rub-a-dub-dub“
- 13026. „Humpty Dumpty“
- 13027. „Little Jack Horner“
- 13028. „See Saw Margery Daw“
- 13190. „Oranges and Lemons“
- 13191. „Sing a Song of Sixpence“
- 13497. „Peter Peter Pumpkin Eater“
- 13512. „Ten Little Indians“
- 13530. „One, Two, Three, Four, Five“
- 13711. „Wee Willie Winkie“
- 13849. „Bluebells of Scotland“
- 13902. „Jack Be Nimble“
- 13926. „Hard Travelin'“
- 15220. „Go Tell It On the Mountain“
- 15472. „Do Your Ears Hang Low?“
- 15989. „Talking Blues“
- 16151. „In Dem Long Hot Summer Days“ or „Old Riley“
- 16339. „Star light, star bright“
- 16814. „It's Raining, It's Pouring“ or „It's Raining“
- 16898. „While Shepherds Watched Their Flocks“
- 16932. „Molly Malone“
- 16962. „Kiss Me Goodnight, Sergeant Major“
- 17635. „Sail Away Ladies“
- 17774. „The Music Man“
- 18267. „Eeny, meeny, miny, moe“
- 18341. „Angelina Baker“
- 18556. „Brown's Ferry Blues“
- 18669. „Good Old Mountain Dew“
- 18830. „Beam of Oak“
- 19019. „Coulters Candy“
- 19096. „Rain Rain Go Away“
- 19132. „There was an Old Woman Who Lived in a Shoe“
- 19235. „Round and round the garden“
- 19236. „Row, Row, Row Your Boat“
- 19299. „Solomon Grundy“
- 19334. „Old Mother Hubbard“
- 19478. „Hey Diddle Diddle“
- 19479. „Jack Sprat“
- 19526. „Monday's Child“
- 19532. „Georgie Porgie“
- 19536. „Lucy Locket“
- 19621. „Tom, Tom, the Piper's Son“
- 19626. „Mary, Mary, Quite Contrary“
- 19639. „Ride a cock horse to Banbury Cross“
- 19695. „Three wise men of Gotham“
- 19712. „Doctor Foster“
- 19745. „Peter Piper“
- 19772. „As I Was Going to St Ives“
- 19777. „Simple Simon“
- 19800. „Tweedledum and Tweedledee“
- 19808. „On Ilkla Moor Baht 'at“
- 20004. „If wishes were horses, beggars would ride“
- 20096. „One for Sorrow“
- 20174. „In Marble Halls“, auch „In Marble Walls“
- 20605. „Little Miss Muffet“
- 20612. „Little Robin Redbreast“
- 20854. „This Is the House That Jack Built“
- 21449. „Pay Me My Money Down“